# Oudjana
Oudjana è un comune dell'Algeria, situato nella provincia di Jijel.